# Гастингс, Уильям, 1-й барон Гастингс из Эшби де Ла Зуш
Уильям Гастингс (англ. William Hastings; ок. 1440 — 13 июня 1483) — 1-й барон Гастингс с 1461, английский военачальник, сын сэра Леонарда Гастингса из Кирби (1396 — 20 октября 1455) и Элис Камойс (ок. 1400 — ок. 1439), дочери Томаса де Камойса, 1-го барона Камойса. Он был одним из наиболее влиятельных английских баронов во время правления короля Эдуарда IV.

## Биография
Уильям Гастингс происходил из одной из ветвей английского рода Гастингсов. Владения этой ветви находились в Кирби в графстве Лестершир. После смерти отца в 1455 году Уильям унаследовал Кирби.
В молодости Уильям был отправлен ко двору герцога Йоркского Ричарда, где он подружился с его сыном — Эдуардом, графом Марч. Благодаря этой дружбе Уильям всю жизнь оставался его преданным соратником, выбрав его сторону во время войны Алой и Белой розы.
2 февраля 1461 года состоялась битва при Мортимерс Кросс, в которой йоркистская армия под командованием Эдуарда Марчского, ставшего главой дома Йорк после гибели отца, разбила уэльскую армию, которой командовали сторонники короля Англии Генриха VI Джаспер и Оуэн Тюдор. В этой битве участвовал и Уильям Гастингс. Победа открыла перед Эдуардом дорогу на Лондон, где он был коронован как король Англии 4 марта под именем Эдуард IV.
Сразу после коронации Эдуард IV стал раздавать титулы и должности своим сторонникам. Среди награждённых оказался и Уильям Гастингс, получивший титул барона Гастингс из Эшби де ла Зуш, а также ряд государственных должностей, в том числе он был назначен лордом-верховным камергером Англии, а также начальником монетного двора. Также он получил поместья в Мидлендсе, конфискованные у сторонников Ланкастеров. А 6 марта он женился на Кэтрин Невилл, сестре могущественного Ричарда Невилла, графа Уорика, и близкой родственнице короля Эдуарда. Её первый муж, Уильям Бонвилл, 6-й барон Харингтон, погиб в битве при Уэйкфилде 31 декабря 1460 года. Под опекой Уильяма Гастингса оказалась и 6-месячная дочь Уильяма Бонвилла — Сесили Бонвилл, 7-я баронесса Харингтон, унаследовавшая владения отца. Позже она была выдана замуж за Томаса Грея, 1-го маркиза Дорсета, пасынка Эдуарда IV.
29 марта 1461 года Уильям Гастингс участвовал в битве при Таутоне, в которой основные силы ланкастерцев были разбиты, а король Генрих VI и его жена, королева Маргарита Анжуйская, бежали из страны.
В 1462 году Уильям Гастингс стал рыцарем Ордена Подвязки.
В 1470 году йоркисты были вынуждены бежать из Англии, Уильям Гастингс последовал за королём Эдуардом IV и был лишён ланкастерцами всех придворных должностей. Однако уже в 1471 году Эдуард вернулся в Англию, набрав большую армию, вместе с ним был и Уильям, который был одним из командиров в битвах при Барнете (14 апреля) и Тьюксбери (4 мая). В результате сторонники Ланкастеров были разбиты, а Генрих VI попал в плен и скоро умер. Эдуард IV был восстановлен на троне, а его сторонники, в том числе и Уильям, получили обратно свои должности. Кроме того Уильям был назначен губернатором Кале.
9 апреля 1483 года неожиданно умер Эдуард IV. Согласно завещанию регентом при его малолетнем сыне, Эдуарде V, должен был стать младший брат Эдуарда IV, Ричард, герцог Глостер, который в это время находился на севере Англии. Но родственники вдовы Эдуарда, Елизаветы Вудвиль, организовали заговор, в результате которого регентом должна была стать Елизавета. Большинство знати, враждебно относившиеся к многочисленной родне королевы, выступили в поддержку Ричарда. В их числе был и Уильям Гастингс, который отправил сообщение Ричарду Глостерскому о произошедшем в Лондоне. В результате заговор провалился, а 4 мая Ричард Глостерский был провозглашён лордом-протектором Англии.
Однако вскоре произошли события, поколебавшие верность Уильяма Гастингса Ричарду. 9 июня на королевском совете было сообщено, что дети Эдуарда IV являются незаконнорождёнными. А уже 13 июня во время заседания королевского совета Ричард, по скудным сообщениям хронистов, приказал арестовать двух епископов и двух лордов, в том числе и Уильяма Гастингса, обвинив их в заговоре, причём Уильям был казнён без суда сразу после ареста. Эта же версия нашла отражение в «Истории Ричарда III» Томаса Мора. Существует версия, что судебное разбирательство всё же было, и казнён Уильям Гастингс был через неделю, 20 июня.
Точно неизвестно, какие против него были выдвинуты обвинения. Историки предполагают, что Уильям планировал сохранить своё влияние при малолетнем короле Эдуарде V и мог противиться признанию его незаконнорождённым и, возможно, оказался втянут в новый заговор родни Елизаветы Вудвиль. При этом владения Уильяма конфискованы не были, и их унаследовал его старший сын, Эдуард.
Уильям Гастингс является одним из персонажей исторической хроники Уильяма Шекспира «Ричард III».

## Брак и дети
1-я жена: примерно с 1451 Элизабет Уолден. Детей от этого брака не было.
2-я жена: с 6 февраля 1461 Кэтрин Невилл (ок. 1435—1503/1504), дочь Ричарда Невилла, 5-го графа Солсбери, и Элис Монтегю, 5-й графини Солсбери в своём праве, вдова Уильяма Бонвилла, 6-го барона Харингтон и мать Сесилии Бонвилл, 7-й баронессы Харингтон и 2-й баронессы Бонвилл в своём праве. В этом браке родились:
- Ральф (около 1463 — ?)
- Элизабет (около 1464 — ?)
- Эдуард (26 ноября 1466 — 8 ноября 1506/1507), 2-й лорд Эшби де ла Зуш с 1483; жена: Мария Хангерфорд, дочь сэра Томаса Хангерфорда
- Ричард (около 1468 — ?)
- Уильям (около 1470 — ?)
- Энн (около 1471—1481/1507); муж: Джордж Толбот (1468 — 26 июля 1538), 4-й граф Шрусбери
- Джордж (около 1471 — ?)